# Dadapan (Ngronggot)
Dadapan is een bestuurslaag in het regentschap Nganjuk van de provincie Oost-Java, Indonesië. Dadapan telt 4616 inwoners (volkstelling 2010).